# Lagoa Nova
Lagoa Nova es un municipio serrano, localizado en la microrregión de la Sierra de Santana, mesorregión Central Potiguar, estado de Rio Grande do Norte. Se encuentra a 156 km de Natal siguiendo por la RN-203, pasando por Cerro Corá y 198 km siguiendo por la BR-226, pasando por Currais Novos. 
La población es de 13 990 habitantes, de los cuales, aproximadamente la mitad viven en la zona rural, de acuerdo con el censo de 2010.